# Мордвинов, Владимир Михайлович
Влади́мир Миха́йлович Мордви́нов (1775—1819) — генерал-майор, герой сражения при Прейсиш-Эйлау.

## Биография
Родился в 1775 году, происходил из дворян Опочецкого уезда Псковской губернии, сын военного инженера генерал-поручика Михаила Ивановича Мордвинова.
В военную службу был записан 1 января 1784 года капралом в лейб-гвардии Семёновский полк. В 1792 году Мордвинов явился налицо в полк и был переименован в сержанты, 1 января 1794 года получил чин прапорщика.
Будучи прикомандирован к Санкт-Петербургскому гренадерскому полку Мордвинов в 1794 году сражался в Польше с повстанцами Костюшко, за участие в штурме варшавского предместья Праги был произведён в подпоручики.
1 января 1795 года Мордвинов был переведён с чином секунд-майора в Белозерский пехотный полк, 6 января 1797 года переименован в майоры. 10 февраля 1799 года он был исключен из военной службы и определён вице-директором Ассигнационного банка с чином надворного советника.
При воцарении императора Александра I Мордвинов вернулся на военную службу в чине полковника и 16 марта 1801 года определён в Лейб-гренадерский полк. 10 февраля 1803 года назначен командиром Севского мушкетерского полка и через двенадцать дней произведён в полковники.
В 1805 году Мордвинов участвовал в походе в Австрию против французов и за отличие в сражении у Кремса награждён орденом св. Владимира 4-й степени с бантом. В генеральном сражении при Аустерлице был ранен в левое бедро пулей и был пожалован золотой шпагой с надписью «За храбрость».
В кампании 1806—1807 годов в Восточной Пруссии Мордвинов принимал участие в сражениях под Наревом, Пултуском, Янковом, Ландсбергом и Прейсиш-Эйлау, причём в последнем сражении получил ранение осколком гранаты в правое плечо. 26 апреля 1807 года он был награждён орденом св. Георгия 4-й степени (№ 758 по кавалерскому списку Судравского и № 1772 по списку Григоровича — Степанова)
В воздаяние отличного мужества и храбрости, оказанных в сражении против французских войск 26 и 27 января при Прейсиш-Эйлау, где, командуя полком, опрокинул и истребил штыками превосходную неприятельскую колонну.
Вслед за тем он участвовал в сражениях под Гуттштадтом, Гейльсбергом. Накануне Фридландского сражения, находясь рекогносцировке у деревни Торау, был тяжело ранен пулей в правую ногу и отправлен в Ригу на излечение. За Фридландское сражение он получил прусский орден «Pour le Mérite».
Во время русско-шведской войны 1808—1809 годов Мордвинов снова был тяжело ранен в бою под Ратаном пулей в левую руку с повреждением кости и 26 мая 1809 года вышел в отставку из-за ран с чином генерал-майора, мундиром и пенсионом полного жалования.
13 января 1811 года Мордвинов вернулся в строй и 9 февраля того же года был назначен шефом Санкт-Петербургского гренадерского полка. 27 февраля 1812 года назначен состоять по армии.
После начала в 1812 году Отечественной войны Мордвинов 25 июля был избран начальником Псковского ополчения, включённого в состав Петербургского ополчения и состоял при фельдмаршале Кутузове «для особых поручений». Отличился освобождении Полоцка и в сражениях под Чашниками и Студянкой.
В кампании 1813 года Мордвинов был в делах при осаде Эльбинга и был награждён золотой шпагой с надписью «За храбрость» и алмазными украшениями, затем состоял при штабе Резервной армии в Варшаве в должности дежурного генерала по рекрутской части.
2 февраля 1816 года назначен командиром егерской бригады 22-й пехотной дивизии, 10 октября 1818 года отчислен от должности с оставлением по армии. Среди прочих наград имел ордена св. Анны 1-й степени с алмазными знаками и св. Владимира 3-й степени.
Скончался весной 1819 года, из списков исключён 16 мая.
Его братья и сёстры:
- Дмитрий (1773—1848) — генерал-майор, тайный советник, сенатор
- Николай (1768—1844) — генерал-майор в отставке
- Алексей
- Александра (1769—1809) — замужем за основателем Школы колонновожатых генерал-майором Н. Н. Мурвьёвым, мать Н. Н. Муравьёва-Карсского и М. Н. Муравьёва-Виленского
- Варвара — в 1-м браке за Александром Фёдоровичем Муравьёвым, во 2-м браке за Павлом Марковичем Полторацким.